# Якупов Микола Якупович
Микола (Калімулла) Якупович Якупов (тат. Кәлимулла Якупов, 15 березня 1920 — 1 лютого 1999) — радянський офіцер, підполковник медичної служби, Герой Радянського Союзу (1944), учасник Радянсько-фінської війни і німецько-радянської війни на посаді фельдшера медичного пункту 58-го гвардійського кавалерійського полку 16-ї гвардійської Чернігівської кавалерійської дивізії, сформованої в грудні 1941 року в місті Уфі, як 112-я Башкирська кавалерійська дивізія 7-го гвардійського кавалерійського корпусу 61-ї армії Центрального фронту.

## Біографія
Народився 15 березня 1920 року в селі Іштеряково Казанської губернії (нині Тукаєвський район, Татарстан) в селянській родині. Татарин.
У 1939 році закінчив медичний технікум у місті Чистополі (Татарія). Працював фельдшером у селі Клярино Камсько-Устинського району.
У Червоній Армії з 1939 року. Учасник Радянсько-фінської війни та походу радянських військ у Західну Україну і Західну Білорусь 1939 року. Член ВКП(б)/КПРС з 1942 року.
На фронтах німецько-радянської війни з липня 1941 року. В якості військового фельдшера брав участь у боях на Калінінському фронті в складі 259-го стрілецького полку 189-ї стрілецької дивізії.
На Сталінградському фронті боровся з ворогом у складі 275-го (згодом — 58-го гвардійського) кавалерійського полку 112-ї (згодом — 16-ї гвардійської) Башкирської кавалерійської дивізії.
Фельдшер медичного пункту 58-го гвардійського кавалерійського полку (16-я гвардійська Чернігівська кавалерійська дивізія, 7-й гвардійський кавалерійський корпус, 61-а армія, Центральний фронт) гвардії старший лейтенант медичної служби Микола Якупов під час форсування річки Дніпро біля села Нивки Брагінського району Гомельської області Білорусі в ніч на 27 вересня 1943 року зробив на човні 27 рейсів з пораненими і врятував життя 74-му бійцям і офіцерам, крім цього ним були переправлені боєприпаси для тих, хто перебував на плацдармі.
Указом Президії Верховної Ради СРСР від 15 січня 1944 року за зразкове виконання бойових завдань командування на фронті боротьби з німецько-фашистським загарбниками і проявлені при цьому мужність і героїзм гвардії старшому лейтенанту медичної служби Якупова Миколі Якуповичу присвоєно звання Героя Радянського Союзу з врученням ордена Леніна і медалі «Золота Зірка» (№ 3025).
На 2-му Білоруському фронті при порятунку постраждалих та надання їм допомоги на полі бою відважному воєнфельдшеру не раз загрожувала смертельна небезпека, але він вийшов переможцем.
З 1946 року гвардії підполковник медичної служби М. Я. Якупов — в запасі. У 1949 році закінчив республіканську партійну школу в Казані. Жив у місті Набережні Челни Республіки Татарстан, де до виходу на заслужений відпочинок працював заступником начальника управління тресту «Камдорстрой». Помер 1 лютого 1999 року.

## Нагороди
- медаль «Золота Зірка» Героя Радянського Союзу (15.01.1944, № 3025);
- орден Леніна;
- орден Червоного Прапора;
- орден Вітчизняної війни I ступеня;
- орден Червоної Зірки
- медалі.

## Пам'ять
- Ім'я М.Я. Якупова викарбувано золотими літерами на меморіальних дошках разом з іменами всіх 78-и Героїв Радянського Союзу 112-ї Башкирської (16-ї гвардійської Чернігівської) кавалерійської дивізії, встановлених у Національному музеї Республіки Башкортостан (місто Уфа, вулиця Радянська, 14) і в Музеї 112-ї (16-ї гвардійської) Башкирської кавалерійської дивізії (місто Уфа, вулиця Левітана, 27).
- 9 серпня 2005 року в Набережних Челнах, на фасаді будинку, в якому жив Герой, в пам'ять про нього встановлена меморіальна дошка.